# Залізнична Будка 612 км
Залізнична Будка 612 км (рос. Железно-Дорожная Будка 612 км) — населений пункт у Майському районі Кабардино-Балкарії Російської Федерації.
Орган місцевого самоврядування — сільське поселення станиця Котляревська. Населення становить 0 осіб.

## Історія
Згідно із законом від 27 лютого 2005 року органом місцевого самоврядування є сільське поселення станиця Котляревська.

## Населення
| 2002 | 2010 |
| ---- | ---- |
| 16   | ↘0   |